# Інтерфейс камери
Інтерфейс камери (англ. Camera Interface або скорочено CAMIF) —апаратний блок, який є інтерфейсом для різних типів сенсорів зображення і надає стандартний вихід, який може використовуватися для подальшої обробки зображення.
Типовий Camera Interface повинен підтримувати як мінімум паралельний інтерфейс, хоча багато інтерфейсів сучасних камер починають підтримувати частіше інтерфейс MIPI CSI.
Паралельний інтерфейс CAMIF складається із наступних рядків :-
від 8 до 12 біт паралельних ліній передачі даних
Це паралельні лінії даних які передають піксельні дані. Дані, що передаються в ціх лініях змінюються із кожною зміною Pixel Clock (PCLK).
Горизонтальна синхронізація (HSYNC)
Це спеціальний сигнал, що надходить від сенсору камери або ISP в інтерфейс камери. Сигнал HSYNC означає, що один рядок кадру було передано.
Вертикальна синхронізація (VSYNC)
Цей сигнал передається після того, як було доставлено весь кадр. Це самий частий спосіб індикації того, що відбулася передача одного цілого кадру.
Відлік пікселів (PCLK)
Це сигнал відліку, який повинен змінювати значення при передачі кожного пікселя.
Примітка: Вищезгадані лінії трактуються як вхідні лінії до апаратного модулю з інтерфейсом камери.

## Приклад
Припустимо, що сенсор передає кадр формату VGA розміром 640x480. Кадр має формат RGB888. Припустимо ми маємо сенсор камери 8 із відліком вісім біт на піксель (PCLK). Це означає, що для того щоб передати один піксель даних, повинно відбутися 3 сигнали PCLK. Сигнал HSYNC буде відбуватися сенсором після кожних 640 x 3, 1920 відліків пікселів PCLK. А VSYNC буде генеруватися сенсором після передачі повного кадру , тобто після того як відбудеться 1920x480, 921600 відліків пікселя PCLK.
Апаратний блок інтерфейсу камери (який може бути частиною будь-якої SOC) повинно постійно перевіряти вищезгадані лінії даних, аби встановити чи передає сенсор щось. Типовий інтерфейс камери має в собі внутрішню буферизацію і також асоційований з ним DMA для передачі зображення до необхідної області пам'яті. В буфер будуть складатися вхідні пікселі для тимчасового збереження їх, а з використанням DMA пікселі будуть передаватися (часто рядок за рядком) за допомогою DMA у цільову область пам'яті (адреса якої програмується заздалегідь при програмуванні драйверу). Програмний інтерфейс інтерфейсу камери також може надавати можливість отримувати апаратні переривання при отриманні сигналів HSYNC, VSYNC до мікроконтролеру. Це може бути корисним тригером для перепрограмування DMA при потребі.

## Постачальники обладнання
Багато комп'ютерів на одній платі, таких як Raspberry Pi, Orange Pi PC або Cubieboard мають конектори CSI.